# Emotive
| Recensione   | Giudizio |
| ------------ | -------- |
| AllMusic     |          |
| The Guardian |          |

Emotive è il terzo album in studio del gruppo musicale statunitense A Perfect Circle, pubblicato il 2 novembre 2004 dalla Virgin Records.

## Antefatti
Alla fine della tournée in supporto all'album precedente, gli A Perfect Circle annunciarono di aver pianificato una lunga pausa, di modo da permettere al frontman Maynard James Keenan di concentrarsi sul suo altro gruppo, i Tool, e a Billy Howerdel di approfondire del materiale composto negli anni per un futuro progetto solista. Tuttavia, in occasione della sua partecipazione ad un concerto organizzato da Axis of Justice, Keenan dichiarò di avere intenzione di pubblicare una raccolta di brani a tema politico insieme agli A Perfect Circle.
Nonostante l'iniziale esitazione verso la stesura di un album di cover, il gruppo si decise a realizzare Emotive con il preciso intento di sensibilizzare l'opinione pubblica verso l'impegno politico e per scagliarsi contro il qualunquismo – scegliendo proprio per questo motivo di pubblicare il disco in contemporanea con le elezioni presidenziali statunitensi del 2004.

Fotogramma tratto dal video del brano Counting Bodies Like Sheep to the Rhythm of the War Drums dove è riconoscibile il volto di Bush

Keenan, politicamente esposto specialmente per quanto riguarda l'operato di George W. Bush e della sua campagna in Iraq, prima del lancio del disco ha deciso di esporsi sulle direzioni da lui stesso intraprese:
Le registrazioni del disco si svolsero tra il giugno 2004 e il settembre successivo, in una finestra temporale molto ristretta rispetto agli standard di produzione del gruppo, fattore che ha causato dei ritmi di lavoro straordinari. Queste ultime videro la partecipazione non solo di Howerdel e Keenan ma anche di altri membri ed ex-membri del gruppo come Josh Freese, James Iha, Danny Lohner, Jeordie White e Paz Lenchantin. La genesi dei brani è avvenuta in gran parte durante soundcheck del Thirteent Step Tour, dove il gruppo era solito improvvisare su dei testi di brani popolari.

## Descrizione
La maggior parte delle dodici tracce sono caratterizzate da un'atmosfera cupa e funeraria grazie alla quale i testi assumono tutt'altro significato e le controparti originali risultano irriconoscibili. Howerdel ha dichiarato di aver intrapreso questa direzione artistica di proposito, spiegando che in questo modo il disco avrebbe racchiuso l'originalità e lo stile del gruppo, aggiungendo successivamente che molte di queste sono nate in realtà come veri e propri inediti. Novità rispetto a quanto visto nelle precedenti pubblicazioni degli A Perfect Circle è la presenza in alcune tracce di Howerdel come voce principale al posto del frontman Keenan.
Tra i brani sono presenti anche due originali: Counting Bodies like Sheep to the Rhythm of the War Drums, seguito di Pet, brano incluso nell'album precedente con cui condivide i testi, e Passive, brano originariamente concepito in una jam session dei Tapeworm (defunto progetto parallelo di Keenan), riarrangiato per l'occasione insieme ad Howerdel.

## Tracce
1. Annihilation – 2:14 (Matthew Borusso, Christopher Douglas, Sothira Peng) – originariamente interpretata dai Crucifix
2. Imagine – 4:48 (John Lennon) – originariamente interpretata da John Lennon
3. Peace Love and Understanding – 5:03 (Nick Lowe) – originariamente interpretata dai Brinsley Schwarz
4. What's Going On – 4:54 (Marvin Gaye, Renaldo Benson, Al Cleveland) – originariamente interpretata da Marvin Gaye
5. Passive – 4:10 (Danny Lohner, Maynard James Keenan, Trent Reznor, Billy Howerdel)
6. Gimmie Gimmie Gimmie – 2:19 (Greg Ginn) – originariamente interpretata dai Black Flag
7. People Are People – 3:43 (Martin Gore) – originariamente interpretata dai Depeche Mode
8. Freedom of Choice – 2:59 (Gerald Casale, Mark Mothersbaugh) – originariamente interpretata dai Devo
9. Let's Have a War – 3:28 (Philo Cramer, Lee Ving) – originariamente interpretata dai Fear
10. Counting Bodies like Sheep to the Rhythm of the War Drums – 5:36 (Billy Howerdel, Maynard James Keenan)
11. When the Levee Breaks – 5:55 (Memphis Minnie, Kansas Joe McCoy) – originariamente interpretata da Memphis Minnie e Kansas Joe McCoy
12. Fiddle and the Drum – 3:06 (Joni Mitchell) – originariamente interpretata da Joni Mitchell

## Formazione
Hanno partecipato alle registrazioni, secondo le note di copertina:
Gruppo
- Billy Howerdel – chitarra (tracce 1-6, 8 e 11), riarrangiamento (tracce 1, 3, 7, 8 e 11), basso (tracce 2, 4, 8 e 11), pianoforte (traccia 1), tastiera (tracce 1 e 7), programmazione (tracce 1, 3 e 7), voce aggiuntiva (tracce 2, 5 e 10), voce (tracce 3, 4, 7 e 8), armonium (traccia 6)
- Maynard James Keenan – voce (eccetto tracce 3, 7-8), pianoforte (traccia 2), riarrangiamento (eccetto tracce 1, 3-5, 7, 8 e 10), voce aggiuntiva (tracce 7 e 8), arrangiamento (traccia 10)
- Josh Freese – batteria (eccetto tracce 1, 10 e 12)
- Danny Lohner – tastiera e programmazione (traccia 1), riarrangiamento (traccia 4), chitarra (tracce 5 e 9), basso (tracce 5, 6 e 9), voce aggiuntiva (tracce 6, 7 e 10), arrangiamento (traccia 10), strumentazione aggiuntiva (traccia 10)
- Jeordie White – basso (traccia 7)
- James Iha – chitarra, tastiera e programmazione (traccia 7)
- Paz Lenchantin – archi (tracce 2 e 3), pianoforte (tracce 2, 5 e 11)

Altri musicisti
- Charlie Clouser – programmazione (tracce 3 e 4)
- Josh Eustis – batteria e Rhodes (traccia 10)
- Jason Freese – sax baritono e sax tenore (traccia 10)

Produzione
- Billy Howerdel – produzione, ingegneria del suono, missaggio (tracce 5, 7 e 12)
- Maynard James Keenan – produzione esecutiva
- Danny Lohner – coproduzione (tracce 2, 5, 6, 9 e 10)
- Critter – ingegneria del suono aggiuntiva
- Matt Mitchel – montaggio digitale
- Steve Duda – montaggio digitale
- Josh Eustis – ingegneria del suono e missaggio (traccia 10)
- Andy Wallace – missaggio (eccetto tracce 7 e 12)
- Steven R. Gilmore – direzione artistica, grafica, fotografia
- John Giustina – fotografia

## Classifiche
| Classifica (2004) | Posizione massima |
| ----------------- | ----------------- |
| Australia         | 8                 |
| Austria           | 61                |
| Belgio (Fiandre)  | 97                |
| Canada            | 5                 |
| Francia           | 61                |
| Germania          | 33                |
| Italia            | 31                |
| Norvegia          | 18                |
| Nuova Zelanda     | 2                 |
| Paesi Bassi       | 46                |
| Regno Unito       | 80                |
| Stati Uniti       | 2                 |
| Svizzera          | 62                |